# Cotoneaster integerrimus
Cotonéaster commun
Espèce
Classification phylogénétique
Cotoneaster integerrimus, le Cotonéaster commun, Cotonéaster sauvage d'Europe ou Cotonéaster à petites feuilles, est une espèce de plantes à fleurs du genre Cotoneaster et de la famille des Rosaceae. 
Décrite par Friedrich Kasimir Medikus en 1793, cette espèce est considérée comme vulnérable ou menacée dans de nombreuses régions d'Europe occidentale.

## Étymologie
Le nom de genre « Cotoneaster » provient du grec kydonion ou du latin cotoneus qui signifie « coing » et du suffixe latin -aster qui signifie « qui ressemble à ».
L'épithète spécifique integerrimus dérive du latin integer « non touché », superlatif integerrimus « entier ».

## Répartition, habitat et systématique
Origine : cette espèce serait originaire d'Europe centrale et orientale mais aussi du sud-ouest de l'Asie.
On la trouve aujourd'hui à l'état sauvage dans le sud de la Belgique, l'est de la France jusqu'au sud de Italie, et plus à l'est des Balkans au nord de la Turquie, en passant par l'Allemagne, la Crimée, le Caucase et jusqu'au nord de l'Iran.
Des cotonéasters en Espagne peuvent également appartenir à cette espèce.
Habitat : sols calcaires, de clairières, lisières forestières, jusqu'à 2 800 m d'altitude.
Génétique : autrefois, certains cotonéasters du Pays de Galles étaient classés dans cette espèce, mais ils sont désormais renommés Cotoneaster cambricus. Ceux qui poussent en Scandinavie sont eux maintenant considérés comme Cotoneaster scandinavicus.
Ils diffèrent en effet du cotoneaster interregimus par des profils génétiques différents et des caractères différents du feuillage et des fruits.

## Description

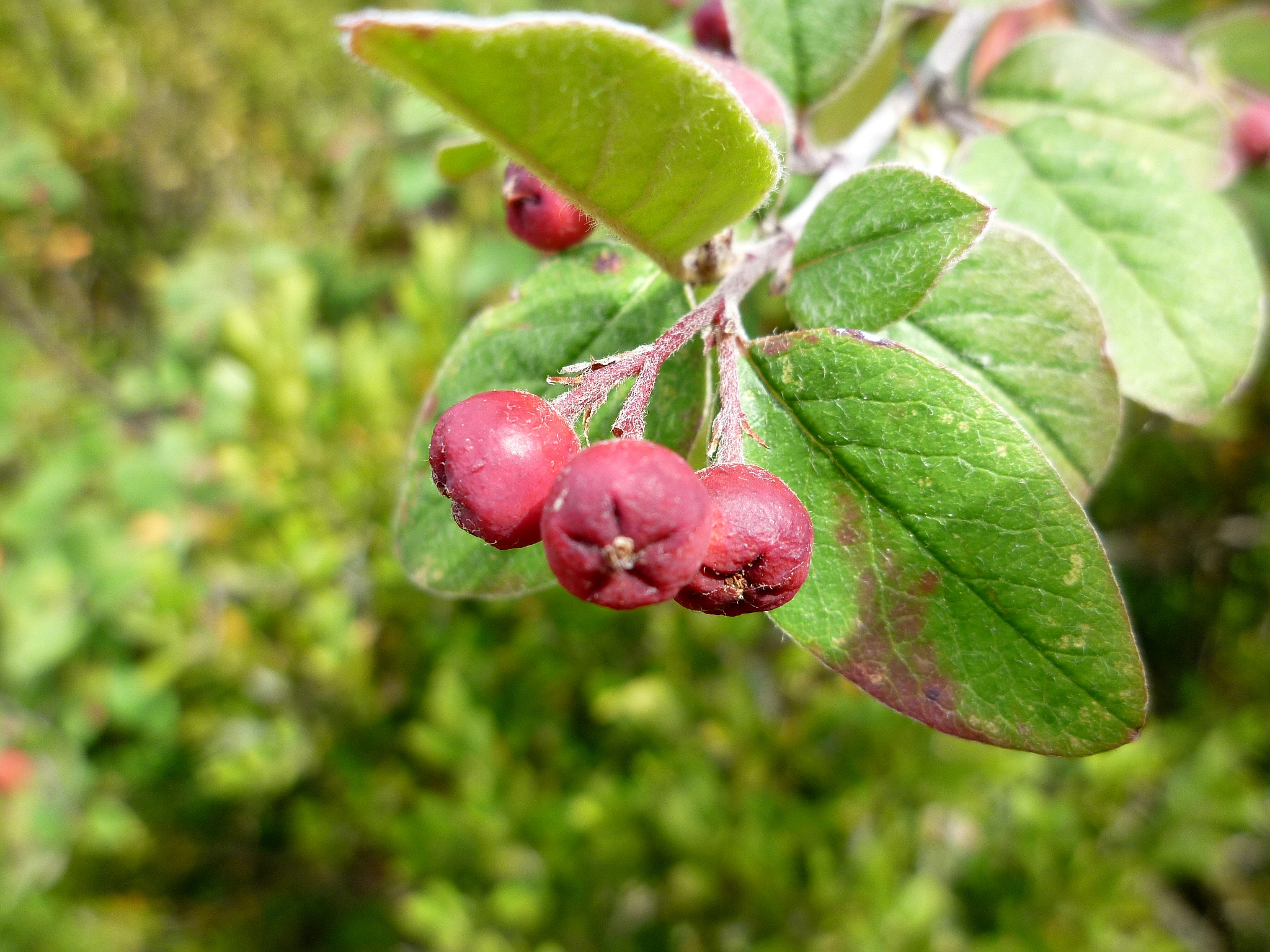
Cotoneaster integerrimus.

Cet arbrisseau sauvage atteint généralement 1 m de hauteur, parfois plus.
Les feuilles, caduques, sont alternes, de formes ovales à presque rondes (suborbiculaire) plus pointues sur les longues pousses, et mesurent de 1 à 4 cm de long. Elles sont vertes et finement pubescentes sur le dessus dans un premier temps, puis glabres sur le dessus et densément pubescentes sur le dessous et le dessus avec des poils gris pâle ou argentés sur le pourtour.
Les fleurs sont petites (5-8 mm de diamètre), blanches teintées de rose, elles apparaissent en grappes penchées de 2-3 au printemps. Elles produisent des fruits rouge foncé évoquant de petites pommes qui seraient ovales et aplaties sur leur face inférieure. Le fruit contient deux à trois pépins de 6-8 mm de diamètre.

Les pousses conduisent à la formation soit pour les plus grandes (10-40 cm) de branches, soit pour les plus petites (0,5-5 cm) de fleurs.

## Menaces
Les cotonéasters sauvages, n'ayant pas de valeur commerciale particulière, reculent face à l'artificialisation des milieux.
Les variétés horticoles plantées dans les haies et jardins, sélectionnées pour leurs fruits plus décoratifs sont d'origine exotique.